# Távolból
A Távolból Petőfi Sándor verse. 1843. május második felében íródott Pozsonyban és 1843. június 15-én jelent meg Bajza József folyóiratában, az Athenaeumban. Később  megzenésítették, zenéjét Bognár Ignác szerezte., így lett különösen népszerű.

## A vers
Kis lak áll a nagy Duna mentében;

Oh mi drága e lakocska nékem!

Könnyben úszik két szemem pillája,

Valahányszor emlékszem reája.

Bár maradtam volna benne végig!

De az embert vágyai vezérlik;

Vágyaimnak sólyomszárnya támadt,

S odahagytam őslakom s anyámat.

Kínok égtek a szülőkebelben,

Hogy bucsúmnak csókját ráleheltem;

S kínja lángi el nem aluvának

Jéggyöngyétől szeme harmatának.

Mint ölelt át reszkető karával!

Mint marasztott esdeklő szavával!

Oh, ha akkor látok a világba:

Nem marasztott volna tán hiába.

Szép reményink hajnalcsillagánál

A jövendő tündérkert gyanánt áll;

S csak midőn a tömkelegbe lépünk,

Venni észre gyászos tévedésünk.

Engem is hogy csillogó reményem

Biztatott csak, minek elbeszélnem?

S hogy mióta járom a világot,

Bolygó lábam száz tövisre hágott.

...Szép hazámba ismerősök mennek;

Jó anyámnak tőlök mit izenjek?

Szóljatok be, földiek, ha lészen

Útazástok háza közelében.

Mondjátok, hogy könnyeit ne öntse,

Mert fiának kedvez a szerencse – –

Ah, ha tudná, mily nyomorban élek,

Megrepedne a szive szegénynek!

### Keletkezése, műfaja, jellemzői
Petőfi 1843 május elején érkezett Pozsonyba, hogy színésznek álljon, de a társulatba nem vették fel. Némi másolói munkát kapott, de valósággal nyomorgott. A versben a csalódás keserűsége, a jelen nyomorúsága szólal meg, és vádló ellentétül merül fel az elhagyott otthon boldogságának emléke. A költemény törzse az emlékező rész, különösen a búcsú. A befejezés kegyes hazugsága az anya fájdalmát enyhítheti – írja Horváth János irodalomtörténész – „a költőé azonban megmarad s ez a fájdalom (a kíméletes gyermeki szeretet társaságában) a költemény végső kizengése, eredménye. Élmény, emlék, ihlet erejével jelenlevő érzelem: Petőfi személyi lyrájának egyik, kor szerint legelső komoly képviselőjévé avatják a népdalnak indult, de nem azzá lett költeményt.”
Petőfi Bajza Józsefnek küldött levelében a verssel kapcsolatban megjegyezte:
Tekintetes Úr tanácsát, miszerint a népdalokat is mértékben írjam, követtem a „távolból"-lal; aligha sikerrel.
Horváth János szerint nincs is benne semmi különlegesen népi jelleg. „Nyelve választékos, képei irodalmiak, olykor dagályosak. Nemcsak nem népdal: nem is dal..., hanem egy igen egyéni képű lyrai költemény.”
A „kis lak”, amiről a vers szól, Dunavecsén a községi kocsma épülete volt, közvetlenül a folyó mellett állt. Petőfi szülei 1840-ben költöztek oda, a költő 1841 tavaszán két hónapot töltött náluk és júliusban vett tőlük búcsút. Az épületet 1875-ben lebontották.

## Felvételek
- Lakner Sándor ének és zongora (YouTube)
- Pere János és Gyulai Erzsi 0'35''–3'22'' Kísér ifj. Sánta Ferenc és népi zenekara. (YouTube)
- Madarász Katalin és Gaál Gabriella 0'00''–2'50'' (YouTube)
- Szeleczky Zita (YouTube)
- Máté Ottilia (YouTube)
- Cseh Judit (YouTube)
- Járóka Judit és Szendrő Attila (YouTube)
- Moholi Dutty (YouTube)
- Tűri Antal (YouTube)